# فیبر نوری

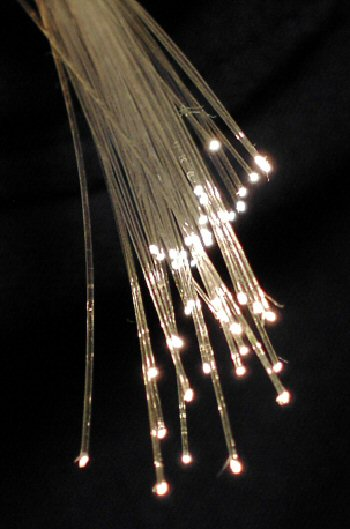
دسته‌ای از تارهای نوری

تار نوری یا فیبر نوری (به انگلیسی: Optical fiber) رشتهٔ باریک و بلندی از یک مادّهٔ شفاف مثل شیشه (سیلیکا) و پلاستیک است که می‌تواند نوری را که از یک سر به آن وارد شده، از سر دیگر خارج کند. فیبر نوری دارای پهنای باند بسیار بلندتر از کابل‌های معمولی می‌باشد و با آن می‌توان داده‌های تصویر، صوت و دیگر داده‌ها را به‌راحتی و با پهنای باند بالا تا ۱۰۰ گیگابیت بر ثانیه و بالاتر انتقال داد. امروزه مخابرات نوری، به دلیل پهنای باند وسیع‌تر در مقایسه با کابلهای مسی، و همچنین تأخیر کمتر در مقایسه با مخابرات ماهواره‌ای، از مهم‌ترین ابزار انتقال اطلاعات محسوب می‌شود. فیبر نوری از نظر نوع تارها، خصوصیات کابل و پوشش آنها، در سه دسته عمده تقسیم‌بندی می‌شود:
- (Indoor (Tight Buffer
- (Outdoor(Loose tube
- Indoor & Outdoor

## تاریخچهٔ ساخت فیبر نوری

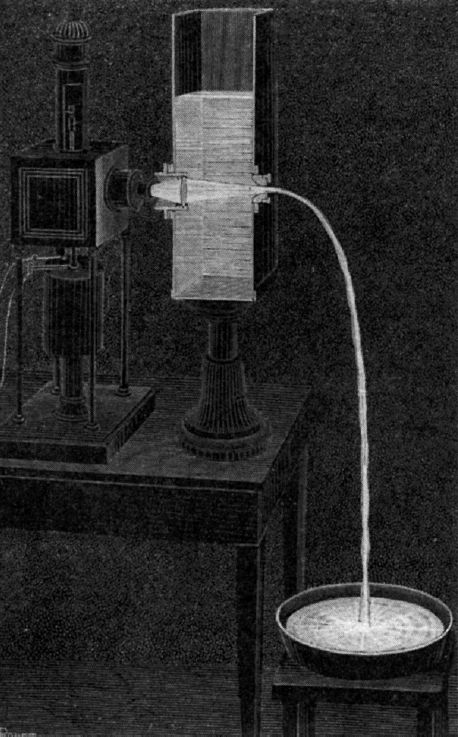
رونمایی از مقاله طبعیت در سال ۱۸۸۴ توسط ژان دانیل کلادون

اولین کسانی که در قرون اخیر به فکر استفاده از نور برای انتقال اطلاعات افتادند، انتشار نور را در جو زمین تجربه کردند. اما وجود موانع مختلف نظیر گرد و خاک، دود، برف، باران، مه و… انتشار اطلاعات نوری در جو را با مشکل مواجه ساخت. بعدها استفاده از لوله و کانال برای هدایت نور مطرح شد. نور در داخل این کانالها به وسیلهٔ آینه‌ها و عدسیها هدایت می‌شد، اما از آنجا که تنظیم این آینه‌ها و عدسی‌ها کار بسیار مشکلی بود این کار نیز غیر عملی تشخیص داده شد و مردود ماند.
ایده استفاده از انکسار (شکست) برای هدایت نور (که اساس فیبرهای نوری امروزی است) برای اولین بار در سال ۱۸۴۰ توسط Daniel Colladon و Jacques Babinet در پاریس پیشنهاد شد.
شاید اولین تلاش در سیر تکاملی سیستم ارتباط نوری به وسیله الکساندر گراهام بل صورت گرفت که در سال ۱۸۸۰، درست ۴ سال پس از اختراع تلفن، اختراع تلفن نوری (فوتوفون) یا سیستمی که صدا را تا فواصل چند صد متر منتقل می‌کرد، به ثبت رساند. تلفن نوری بر مبنای مدوله کردن نور خورشید بازتابیده با به ارتعاش درآوردن آینه‌ای کار می‌کرد. گیرنده یک فتوسل بود. در این روش نور در هوا منتشر می‌شد و بنابراین امکان انتقال اطلاعات تا بیش از ۲۰۰ متر میسر نبود. به همین دلیل، اگرچه دستگاه بل ظاهراً کار می‌کرد اما از موفقیت تجاری برخوردار نبود. همچنین John Tyndall در سال ۱۸۷۰ در کتاب خود ویژگی بازتاب یکلی را شرح داد: «وقتی نور از هوا وارد آب می‌شود به سمت خط عمود بر سطح خم می‌شود و وقتی از آب وارد هوا می‌شود از خط عمود دور می‌شود. اگر زاویهٔ پرتو نور با خط عمود در تابش از داخل آب بزرگتر از ۴۸ درجه شود هیچ نوری از آب خارج نمی‌شود در واقع نور به‌طور کامل از سطح آب منعکس می‌شود. زاویه‌ای که انعکاس کلی آغاز می‌شود را زاویه بحرانی می‌نامیم».
کاکو و کوکهام انگلیسی برای اولین بار استفاده از شیشه را به عنوان محیط انتشار مطرح ساختند. آنان مبنای کار خود را بر آن گذاشتند که به سرعتی حدود ۱۰۰ مگابیت بر ثانیه و بیشتر بر روی محیط‌های انتشار شیشه دست یابند. این سرعت انتقال با تضعیف زیاد انرژی همراه بود. این دو محقق انگلیسی، کاهش انرژی را تا آنجا می‌پذیرفتند که کمتر از ۲۰ دسی بل نباشد. اگر چه آنان در رسیدن به هدف خود ناکام ماندند، اما شرکت آمریکایی (کورنینگ گلس) به این هدف دست یافت. در اوایل سال ۱۹۶۰ میلادی با اختراع اشعه لیزر ارتباطات فیبرنوری ممکن شد.
در سال ۱۹۶۶ میلادی، دانشمندان در این نظریه که نور در الیاف شیشه‌ای هدایت می‌شود پیشرفت کردند که حاصل آن از کابلهای معمولی بسیار سودمندتر بود. چرا که فیبرنوری بسیار سبک‌تر و ارزانتر از کابل مسی است و در عین حال ظرفیت انتقالی تا چندین هزار برابر کابل مسی دارد.
توسعه فناوری فیبرنوری از سال ۱۹۸۰ میلادی به بعد باعث شد که همواره مخابرات نوری به عنوان یک انتخاب مناسب مطرح باشد. تا سال ۱۹۸۵ میلادی در دنیا نزدیک به ۲ میلیون کیلومتر کابل نوری نصب شده و مورد بهره‌برداری قرار گرفته است.
از فیبر نوری (معمولاً از جنس سیلیسیم دی‌اکسید) برای انتقال داده‌ها توسط نور لیزر استفاده می‌شود. یک کابل فیبر نوری که کمتر از یک اینچ قطر دارد از مجموعه‌ای از این فیبرها تشکیل شده و می‌تواند صدها هزار مکالمهٔ صوتی را حمل کند.
فیبرهای نوری تجاری ظرفیت ۲٫۵ گیگابایت در ثانیه تا ۱۰ گیگابایت در ثانیه را فراهم می‌سازند.
فیبر نوری از چندین لایه ساخته می‌شود. درونی‌ترین لایه را هسته می‌نامند. هسته شامل یک تار کاملاً بازتاب‌کننده از شیشه خالص (معمولاً) است. هسته در بعضی از کابل‌ها از پلاستیک کا ملاً بازتابنده ساخته می‌شود، که هزینه ساخت را پایین می‌آورد. با این حال، یک هسته پلاستیکی معمولاً کیفیت شیشه را ندارد و بیشتر برای حمل داده‌ها در فواصل کوتاه به کار می‌رود.
حول هسته بخش پوسته قرار دارد، که از شیشه یا پلاستیک ساخته می‌شود. هسته و پوسته به همراه هم یک رابط بازتابنده را تشکیل می‌دهند که باعث می‌شود که نور در هسته تابیده شود تا از سطحی به طرف مرکز هسته بازتابیده شود که در آن دو ماده به هم می‌رسند. این عمل بازتاب نور به مرکز هسته را (بازتاب داخلی کلی) می‌نامند.

فیبر نوری

در نوع مرسوم فیبر نوری قطر هسته و پوسته با هم حدود ۱۲۵ میکرون است (هر میکرون معادل یک میلیونیم متر است)، که در حدود اندازه یک تار موی انسان است. بسته به سازنده، حول پوسته چند لایه محافظ، شامل یک پوشش معمولاً از جنس پلاستیک قرار می‌گیرد.
یک پوشش محافظ پلاستیکی سخت لایه بیرونی را تشکیل می‌دهد. این لایه کل کابل را در خود نگه می‌دارد، که می‌تواند صدها فیبر نوری مختلف را در بر بگیرد. قطر یک کابل نمونه کمتر از یک اینچ است.
از لحاظ کلی دو نوع فیبر وجود دارد: تک حالتی و چند حالتی. فیبر تک حالتی یک سیگنال نوری را در هر زمان انتشار می‌دهد، در حالی که فیبر چند حالتی می‌تواند صدها حالت نور را به‌طور هم‌زمان انتقال بدهد.

## سیستم‌های مخابرات نوری
گسترش ارتباطات راه دور و راحتی انتقال اطلاعات با سیستم‌های انتقال و مخابرات نوری یکی از پراهمیت‌ترین موارد در جهان امروز است. سرعت، دقت و تسهیل از مهم‌ترین ویژگی‌های مخابرات نوری است. یکی از پراهمیت‌ترین موارد استفاده از مخابرات نوری آسانی انتقال سیگنالهای اطلاعات دیجیتالی است که قابلیت تقسیم‌بندی در حوزه زمانی را دارا است. به این معنی که مخابرات دیجیتال دارای پتانسیل کافی برای استفاده از امکانات مخابره اطلاعات در بسته‌های کوچک اطلاعات در حوزه زمان است. برای مثال عملکرد مخابرات نوری با توانایی ۲۰ مگاهرتز با داشتن پهنای باند ۲۰ کیلوهرتز دارای گنجایش اطلاعاتی ۰٫۱٪ است.
در سال ۱۸۸۰ میلادی الکساندر گراهام بل چهار سال بعد از اختراع تلفن موفق به اخذ امتیازنامه خود در زمینه مخابرات نوری برای دستگاه خود با عنوان فوتو تلفن شد. در سال‌های اخیر با پیشرفت لیزر به عنوان یک منبع نور قدرتمند و خطوط انتقال نوری فاکتورهای جدیدی از تکنولوژی و تجارت بهتر را برای انسان به ارمغان آورده است.
مخابرات نوری ابتدا به عنوان یک مخابرات از راه دور تلقی می‌شد که در آن امواج نوری به عنوان حامل یک یا چند واسطه انتقال استفاده می‌شد. با آنکه امواج نوری حامل سیگنال‌های آنالوگ بودند اما سیگنال‌های نوری همچنان به عنوان سیستم مخابرات دیجیتال بدون تغییر باقی‌مانده است. از دلایل این امر می‌توان به موارد زیر اشاره کرد:
1. تکنیکهای مخابرات در سیستم‌های جدید مورد استفاده قرار می‌گرفت.
2. سیستم‌های جدید با بالاترین تکنولوژی برای داشتن بیشترین گنجایش کارآمدی، سرعت و دقت طراحی شده بود.
3. انتقال به کمک خطوط نوری امکان استفاده از تکنیک‌های اخت. این مطلب نیاز به دسترسی به مخابره اطلاعات به‌صورت بیت به بیت را پاسخگو بود.

- توانایی پردازش اطلاعات در حجم وسیع: از آنجاکه مخابرات نوری دارای کارایی بالاتری نسبت به سیم‌های مسی سنتی هستند بشر امروزی تمایل چندانی برای پیروی از سنت دیرینه خود ندارد و توانایی پردازش حجم وسیعی از اطلاعات در مخابره فیبر نوری او را مجذوب و شیفته خود ساخته است.
- رهایی از نویزهای الکتریکی: فیبر نوری از جنس پلاستیک یا شیشه ساخته‌می‌شود، در نتیجه می‌تواند از میدان‌های الکتریکی در امان باشد. از قابلیت‌های مهم این نوع مخابرات می‌توان به امکان عبور کابل حامل موج نوری از میان میدان الکترومغناطیسی قوی اشاره کرد که سیگنال‌ها بدون آلودگی با پارازیت‌های الکتریکی یا سیگنال‌های تداخل‌گر به حداکثر کارایی خود خواهند رسید.

## کاربردهای فیبر نوری
1. کاربرد در مخابرات: یکی از مرسوم‌ترین کاربردهای فیبر نوری انتقال اطلاعات توسط لیزر است.

برای این کار از ابزاری به نام SFP کمک گرفته می‌شود
که به‌طور کلی یک ماژول تبدیل سیگنال دیجیتال به سیگنال‌های نوری بوده که کاربردهای متعددی دارد
1. کاربرد در حسگرها: استفاده از حسگرهای فیبر نوری برای اندازه‌گیری کمیت‌های فیزیکی مانند جریان الکتریکی، میدان مغناطیسی، فشار، حرارت، جابجایی، آلودگی آب‌های دریا، سطح مایعات، تشعشعات پرتوهای گاما و ایکس در سال‌های اخیر شروع شده است. در این نوع حسگرها، از فیبر نوری به عنوان عنصر اصلی حسگر بهره‌گیری می‌شود بدین ترتیب که ویژگی‌های فیبر تحت میدان کمیت مورد اندازه‌گیری تغییر یافته و با اندازه شدت کمیت تأثیرپذیر می‌شود.
2. کاربردهای نظامی: فیبر نوری کاربردهای بی‌شماری در صنایع جنگ‌افزاری دارد که از آن جمله می‌توان برقراری ارتباط و کنترل با آنتن رادار، کنترل و هدایت موشکها، ارتباط زیردریاییها (هیدروفون) را نام برد.
3. کاربردهای پزشکی: فیبرنوری در تشخیص بیماریها و آزمایشهای گوناگون در پزشکی کاربرد فراوان دارد که از آن جمله می‌توان دُزیمتری غدد سرطانی، شناسایی نارسایی‌های داخلی بدن، جراحی لیزری، استفاده در دندانپزشکی و اندازه‌گیری مایعات و خون نام برد. همچنین تارهای نوری در دستگاه‌هایی به نام درون بین یا آندوسکوپ استفاده می‌شود تا به درون نای، مری، روده و مثانه فرستاده شود و درون بدن انسان به‌طور مستقیم قابل مشاهده باشد.
4. کاربرد فیبرنوری در روشنائی: از جمله کاربردهای فیبر نوری که در اواخر قرن بیستم به عنوان یک فناوری روشنایی متداول شده و در چند سال قرن اخیر توسعه و رشد فراوانی پیدا کرده است کاربرد آن در سیستم‌های روشنایی است. در این فناوری نور از منبع نوری که می‌تواند نور مصنوعی (نور لامپهای الکتریکی) یا نور طبیعی (نور خورشید) باشد وارد فیبر نوری شده و از این طریق به محل مصرف منتقل می‌شود. به این ترتیب نور به هر نقطه‌ای که در جهت تابش مستقیم آن ناست منتقل می‌شود. امتیاز این نور که موجبات رشد سریع به‌کارگیری و توجه زیاد به این فناوری شده است این است که فاقد الکتریسیته گرما و تشعشعات خطرناک ماورای بنفش بوده (نور خالص و بی‌خطر) و دیگر اینکه با این فناوری می‌شود نور روز (بدون گرما و اشعه‌های ماورای بنفش) را هم به داخل ساختمان‌ها و نقاط غیرقابل دسترسی به نور خورشید منتقل کرد.

## فناوری ساخت فیبرهای نوری

ویرایش شمیایی

برای تولید فیبر نوری، نخست ساختار آن در یک میله شیشه‌ای موسوم به پیش‌سازه از جنس سیلیکا ایجاد می‌گردد و سپس در یک فرایند جداگانه این میله کشیده شده تبدیل به فیبر می‌شود. از سال ۱۹۷۰ روش‌های متعددی برای ساخت انواع پیش‌سازه‌ها به کار رفته است که اغلب آن‌ها بر مبنای رسوبدهی لایه‌های شیشه‌ای در داخل یک لوله به عنوان پایه قرار دارند.

## روش‌های ساخت پیش‌سازه
روش‌های فرایند فاز بخار برای ساخت پیش‌سازه فیبر نوری را می‌توان به سه دسته تقسیم کرد:
- رسوب‌دهی داخلی در فاز بخار
- رسوب‌دهی بیرونی در فاز بخار
- رسوب‌دهی محوری در فاز بخار

مواد لازم در فرایند ساخت پیش سازه
- تتراکلرید سیلیکون: این ماده برای تأمین لایه‌های شیشه‌ای در فرایند مورد نیاز است.
- تتراکلرید ژرمانیوم: این ماده برای افزایش ضریب شکست شیشه در ناحیه مغزی پیش‌سازه استفاده می‌شود.
- اکسی کلرید فسفریل: برای کاهش دمای واکنش در حین ساخت پیش‌سازه، این مواد وارد واکنش می‌شود…
- گاز فلوئور: برای کاهش ضریب شکست شیشه در ناحیه غلاب استفاده می‌شود.
- گاز هلیم: برای نفوذ حرارتی و حباب‌زدایی در حین واکنش شیمیایی در داخل لوله مورد استفاده قرار می‌گیرد.
- گاز کلر: برای آب‌زدایی محیط داخل لوله قبل از شروع واکنش اصلی مورد نیاز است.

مراحل ساخت
1. مراحل صیقل گرمایشی: پس از نصب لوله با عبور گازهای کلر و اکسیژن، در دمای بالاتر از ۱۸۰۰ درجه سلسیوس لوله صیقل داده می‌شود تا بخار آب موجود در جدار درونی لوله از آن خارج شود.
2. مرحله اچینگ: در این مرحله با عبور گازهای کلر، اکسیژن و فرئون لایه سطحی جدار داخلی لوله پایه خورده می‌شود تا ناهمواری‌ها و ترک‌های سطحی بر روی جدار داخلی لوله از بین بروند.
3. لایه‌نشانی ناحیه غلاف: در مرحله لایه‌نشانی غلاف، ماده تتراکلرید سیلیسیوم و اکسی کلرید فسفریل به حالت بخار به همراه گازهای هلیم وارد لوله شیشه‌ای می‌شوند و در حالتی که مشعل اکسی هیدروژن با سرعت تقریبی ۱۲۰ تا ۲۰۰ میلی‌متر در دقیقه در طول لوله حرکت می‌کند و دمایی بالاتر از ۱۹۰۰ درجه سلسیوس ایجاد می‌کند، واکنش‌های شیمیایی زیر به دست می‌آیند.

ذرات شیشه‌ای حاصل از واکنش‌های فوق به علت پدیده ترموفرسیس کمی جلوتر از ناحیه داغ پرتاب شده و بر روی جداره داخلی رسوب می‌کنند و با رسیدن مشعل به این ذرات رسوبی حرارت کافی به آن‌ها اعمال می‌شود به‌طوری‌که تمامی ذرات رسوبی شفاف می‌گردند و به جدار داخلی لوله چسبیده و یکنواخت می‌شوند. بدین ترتیب لایه‌های شیشه‌ای مطابق با طراحی با ترکیب در داخل لوله ایجاد می‌گردند و در نهایت ناحیه غلاف را تشکیل می‌دهند.

## فیبر نوری در ایران
در ایران در اوایل دههٔ ۶۰، فعالیت‌های پژوهشی در زمینهٔ فیبر نوری، برپایی مجتمع تولید فیبر نوری در پونک تهران را در پی داشت و در سال ۱۳۶۷، کارخانهٔ تولید فیبر نوری در یزد به بهره‌برداری رسید. عملاً در سال ۱۳۷۳ تولید فیبر نوری با ظرفیت ۵۰٬۰۰۰ کیلومتر در سال در ایران آغاز شد. فعالیت استفاده از کابل‌های نوری در دیگر شهرهای بزرگ ایران آغاز شد تا در آینده نزدیک از طریق یک شبکهٔ ملی مخابرات نوری به هم بپیوندند. در همان سال ۱۳۶۷ نخستین خط مخابراتی تار نوری میان تهران و کرج به کار افتاد.
نخستین پروژهٔ فیبر نوری با اجرای ۷۰۰ کیلومتر کابل با ۱۳ هزار کانال میان چندین مسیر با هزینه‌ای بالغ بر ۴۰ میلیارد ریال بین سال‌های ۶۹ تا ۷۳ انجام شد. در برنامهٔ دوم توسعه پروژهٔ فیبر نوری با ۱۱٬۶۰۰ کیلومتر کابل با ۶۲۰ هزار کانال بین شهری با هزینهٔ ۶۵۴ میلیارد ریال در سال‌های ۷۴ تا ۷۸ به انجام رسید و نهایتاً در برنامهٔ سوم توسعه ۱۷٬۸۵۰ کیلومتر تا ۲ میلیون کانال با پروتکشن بین شهرهای کشور با هزینه‌ای بالغ بر ۱٬۰۳۵ میلیارد در سال‌های ۷۹ تا ۸۳ اجرا شد.
و در دولت سیزدهم پوشش فیبرنوری از ۹۰۰ هزار خانوار به ۸ میلیون رسیده است و تعداد مشترکین مبتنی بر فیبرنوری نیز از ۲۸۰ هزار در ابتدای دولت به نزدیک به ۵۹۰ هزار تاکنون رسیده است.
| سال         | رویداد                                | جزئیات                                                                              | هزینه              |
| ----------- | ------------------------------------- | ----------------------------------------------------------------------------------- | ------------------ |
| ۱۳۶۹–۱۳۷۳   | نخستین پروژهٔ فیبر نوری                | اجرای ۷۰۰ کیلومتر کابل با ۱۳ هزار کانال                                             | ۴۰ میلیارد ریال    |
| ۱۳۷۴–۱۳۷۸   | پروژهٔ فیبر نوری در برنامهٔ دوم توسعه   | اجرای ۱۱٬۶۰۰ کیلومتر کابل با ۶۲۰ هزار کانال                                         | ۶۵۴ میلیارد ریال   |
| ۱۳۷۹ − ۱۳۸۳ | پروژهٔ فیبر نوری در برنامهٔ سوم توسعه   | اجرای ۱۷٬۸۵۰ کیلومتر کابل با ۲ میلیون کانال                                         | ۱٫۰۳۵ میلیارد ریال |
| دولت سیزدهم | افزایش پوشش فیبر نوری و تعداد مشترکین | افزایش پوشش از ۹۰۰ هزار خانوار (۲۸۰ هزار مشترک) به ۸ میلیون خانوار (۵۹۰ هزار مشترک) |                    |

پروژهٔ تار نوری آسیا-اروپا که به TAE مشهور است دارای ۲۴٬۰۰۰ کیلومتر طول است و از چین، قرقیزستان، ازبکستان و ترکمنستان، ایران، ترکیه، اوکراین و آلمان می‌گذرد. ظرفیت قابل حمل این خط، ۷٬۵۶۰ کانال تلفنی است.
فیبر نوری یک موج‌بر استوانه‌ای از جنس شیشه یا پلاستیک است که دو ناحیهٔ مغزی و غلاف با ضریب شکست متفاوت و دو لایه پوششی اولیه و ثانویهٔ پلاستیکی تشکیل شده است. برپایهٔ قانون اسنل برای انتشار نور در فیبر نوری شرط: می‌بایست برقرار باشد که به ترتیب ضریب شکست‌های مغزی و غلاف هستند. انتشار نور تحت تأثیر عواملی ذاتی و اکتسابی دچار تضعیف می‌شود. این عوامل عمدتاً ناشی از جذب فرابنفش، جذب فروسرخ، پراکندگی رایلی، خمش و فشارهای مکانیکی بر آن‌ها هستند.

## فایبرهای نوری نسل سوم
طراحان فیبرهای نسل سوم، فیبرهایی را مد نظر داشتند که دارای کمترین تلفات و پاشندگی باشند. برای دستیابی به این نوع فیبرها، پژوهشگران از حداقل تلفات در طول موج ۱۵۵۰ نانومتر و از حداقل پاشندگی در طول موج ۱۳۱۰ نانومتر بهره جستند و فیبری را طراحی کردند که دارای ساختار نسبتاً پیچیده‌تری بود. در عمل با تغییراتی در پروفایل ضریب شکست فیبرهای تک مد از نسل دوم، که حداقل پاشندگی آن در محدودهٔ ۱٫۳ میکرون قرار داشت، به محدوده ۱٫۵۵ میکرون انتقال داده شد و بدین ترتیب فیبر نوری با ماهیت متفاوتی موسوم به فیبر دی.اس. اف (D.S.F. Fiberِ) ساخته شد. فیبر نوری بهترین نوع انتقال اطلاعات در عصر امروزی است.